# Bhutan na Letnich Igrzyskach Olimpijskich 2012
Bhutan na Letnich Igrzyskach Olimpijskich 2012, które odbyły się w Londynie reprezentowały dwie zawodniczki. Nie zdobyły one żadnego medalu.
Był to ósmy start reprezentacji Bhutanu na letnich igrzyskach olimpijskich.

## Reprezentanci

### Łucznictwo
Kobiety
| Zawodniczka | Konkurencja   | Runda rankingowa | Runda rankingowa | 1/32                | 1/16                | 1/8                 | Ćwierćfinał         | Półfinał            | Finał               | Finał   |
| Zawodniczka | Konkurencja   | Wynik            | Rozstawienie     | Przeciwniczka Wynik | Przeciwniczka Wynik | Przeciwniczka Wynik | Przeciwniczka Wynik | Przeciwniczka Wynik | Przeciwniczka Wynik | Pozycja |
| ----------- | ------------- | ---------------- | ---------------- | ------------------- | ------------------- | ------------------- | ------------------- | ------------------- | ------------------- | ------- |
| Sherab Zam  | indywidualnie | 589 pkt          | 61               | Kathuna Lorig 0:6   | NQ                  | NQ                  | NQ                  | NQ                  | NQ                  | NQ      |

### Strzelectwo
Kobiety
| Zawodniczka    | Konkurencja               | Kwalifikacje | Kwalifikacje | Finał          | Finał          |
| Zawodniczka    | Konkurencja               | Punkty       | Miejsce      | Punkty         | Miejsce        |
| -------------- | ------------------------- | ------------ | ------------ | -------------- | -------------- |
| Kunzang Choden | karabin pneumatyczny 10 m | 381          | 56           | Nie awansowała | Nie awansowała |